# Rolf Zacher
Rolf Zacher (Berlin, 1941. március 28. – Hamburg, 2018. február 3.) német színész.

## Fontosabb filmjei
- Claire (1967, tv-film)
- Kuckucksjahre (1967, tv-film)
- Der Griller (1968)
- Der Partyphotograph (1968)
- Cantando a la vida (1969)
- o.k. (1970)
- Jaider, der einsame Jäger (1971)
- Liebe so schön wie Liebe (1972)
- Tetthely (Tatort) (1972–2006, tv-sorozat, kilenc epizódban)
- Harlis (1972)
- Árnyékbokszoló (Eierdiebe) (1977)
- Végállomás (Endstation Freiheit) (1980)
- Egészen normális őrület (Der ganz normale Wahnsinn) (1980, tv-sorozat, két epizódban)
- Úton (Auf Achse) (1981, 1992, tv-sorozat, két epizódban)
- Der Zauberberg (1982)
- Pumukli kalandjai (Meister Eder und sein Pumuckl) (1982, tv-sorozat, egy epizódban)
- Schwarzfahrer (1983)
- Annas Mutter (1984)
- Angelo und Luzy (1984, tv-sorozat, hat epizódban)
- Tapetenwechsel (1984)
- Eine Art von Zorn (1984, tv-film)
- Érezd a ritmust! (Der Formel Eins Film) (1985)
- A nyomozó (Der Fahnder) (1985–1994, tv-sorozat, négy epizódban)
- Pogány odú (Heidenlöcher) (1986)
- Gambit (1987, tv-film)
- Smaragd (1987)
- Vénuszcsapda (Die Venusfalle) (1988)
- Der Sommer des Falken (1988)
- Berlini ügyvéd (Liebling Kreuzberg) (1988–1994, tv-sorozat, négy epizódban)
- Két férfi, egy eset (Ein Fall für zwei) (1988, 1995, tv-sorozat, két epizódban)
- Schweinegeld (1989)
- Testestől-lelkestől (Mit Leib und Seele) (1990, tv-sorozat, egy epizódban)
- Derrick (1991, tv-sorozat, egy epizódban)
- Specht tanár úr (Unser Lehrer Doktor Specht) (1992, tv-sorozat, két epizódban)
- Der Broken (1992)
- Go Trabi Go 2 – Volt egyszer egy vadkelet (Das war der wilde Osten) (1992)
- A felügyelőnő (Die Kommissarin) (1995, tv-sorozat, egy epizódban)
- A Skladanowsky-fivérek (Die Gebrüder Skladanowsky) (1995, hang)
- Derült égből egy család (Aus heiterem Himmel) (1999, tv-sorozat, egy epizódban)
- Három vándor királyok (I magi randagi) (1996)
- A rendőrség száma 110 (Polizeiruf 110) (1998, tv-sorozat, két epizódban)
- Männer wie wir (2004)
- Lulu and Jimi (2009)
- Die Friseuse (2010)
- Jud Süss - Film ohne Gewissen (2010)
- Családi gyökerek (Quellen des Lebens) (2013)